# Merremia tuberosa
Espèce
Merremia tuberosa, la rose de bois, est une espèce de plantes dicotylédones de la famille des Convolvulaceae, originaire du continent américain, désormais à distribution pantropicale. L'espèce s'est naturalisée dans de nombreuses régions tropicales, devenant parfois envahisssante.
C'est une plante ligneuse vivace, grimpante, aux fleurs jaunes en forme d'entonnoir, dont le système racinaire forme un tubercule souterrain volumineux. La plante a des propriétés médicinales (purgative) et hallucinogènes. Elle est cultivée comme plante ornementale pour ses fleurs colorées et pour ses fruits qui entrent dans la composition de bouquets secs.

## Description

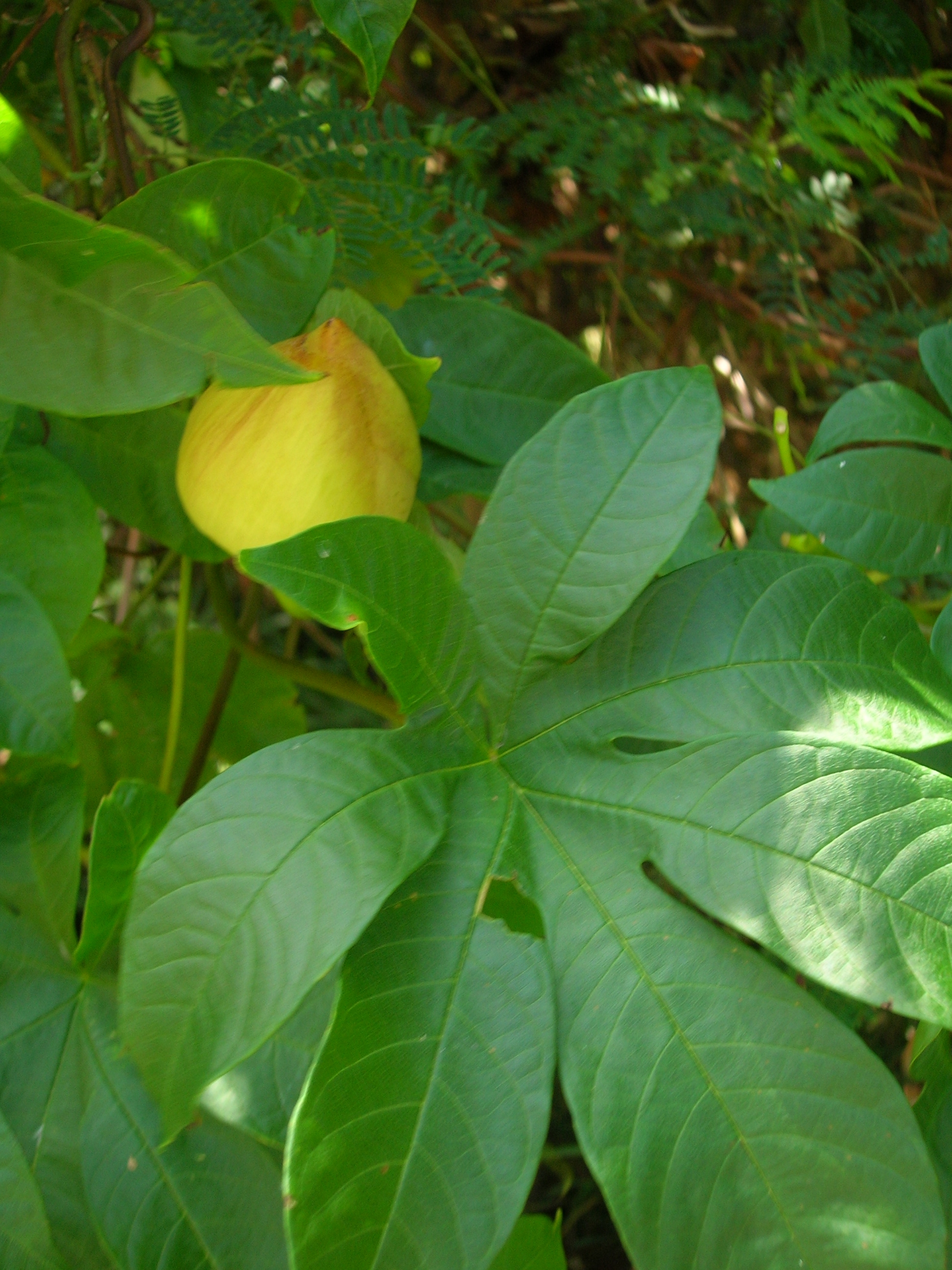
Feuilles.

Merremia tuberosa est une plante ligneuse vivace, grimpante, ou une liane, aux tiges volubiles, lisses, glabres, ligneuses à la base, qui contiennent un latex laiteux. Les tiges émergent d'un gros tubercule souterrain.
Les feuilles au lobe largement ovale ou arrondi, de 8 à 15 cm de long et de large, généralement lobé, avec sept lobes découpés, parfois presque jusqu'à la base. Les lobes sont lancéolés à elliptiques, acuminés, entiers, glabres.
Les fleurs, fonctionnellement unisexuées, sont groupées en inflorescences cymeuses. Ce sont rarement des fleurs solitaires. Le calice, vert jaunâtre, est formé de sépales, inégaux, les extérieurs, oblongs, à l'apex obtus ou mucronulé, ont 25 à 30 mm de long, les intérieurs, plus petits, de 12 à 20 mm de long, sont aigus. La corolle, glabre, de couleur jaune, en forme d'entonnoir (infundibuliforme), a 5 à 6 cm de long. Le limbe formé des pétales soudés à 4 à 5 cm de diamètre. Les étamines, aux anthères blanches, sont exsertes. Le stigmate, bilobé, vert, est également exsert.
Les fruits sont des capsules, irrégulièrement déhiscentes, ovoïdes à subglobuleuses, de 15 à 25 mm de long, avec les sépales persistants accrescents et ligneux. Ils contiennent 4 graines noires, trigones obtuses, de 10 à 15 mm de long, densément tomenteuses et rapidement glabrescentes,.

### Cytologie
Merremia tuberosa est une espèce diploïde à 30 chromosomes (2n = 2x = 30).

## Propriétés
Les racines de Merremia tuberosa contiennent 12 à 25 % de résines, dont 5 à 6 % sont solubles dans l'éther. Les résines présentent, tout comme celles des racines de Merremia dissecta, une activité allélopathique sur la croissance radiculaire des espèces du genre Amaranthus et de graminées comme le blé et l'avoine. Ces composés sont probablement des glycorhétines qui donnent les mêmes réactions que des saponines dans les bioessais.
Les racines contiennent aussi un alcaloïde lipophile, la tropinone, des calystégines, et plusieurs alcaloïdes hygriniques (hygrine, cuscohygrine, 2',4-N-méthylpyrrolidinylhygrine et son isomère 2',3), ainsi que des coumarines communes chez les Convolvulaceae, ombelliférone et scopolétine.

## Histoire
Merremia tuberosa a été diffusée d'abord comme plante médicinale, principalement en Europe et en Asie, et par la suite par le biais du commerce horticole dans le monde entier. Les premiers signalements de cette espèce sont dus à Leonard Plukenet et à Hans Sloane. Ce dernier a collecté la plante en Jamaïque entre 1687 et 1689 et l'a décrite par une courte phrase en latin : Convolvulus major heptaphyllus, flore sulphureo, odorato, speciocissimo. Grâce aux échanges de graines, l'espèce a été cultivée dès 1731, dans le Chelsea Physic Garden, à Londres (Royaume-Uni) et dès 1748 dans le jardin botanique de Linné à Uppsala (Suède). D'autres graines ont été importées en Europe de la Jamaïque en 1793. Ainsi la plante était cultivée dans le nord de l'Europe au moins 88 ans avant qu'elle ne soit signalée pour la première fois à Cuba, en 1819, par Humboldt, Bonpland et Kunth. Jusqu'en 1753, la plante était désignée comme un Convolvulus, avant que Linné, reprenant un des descripteurs de Plukenet, en fasse un Ipomoea. Au cours du XIXe siècle, Merremia tuberosa  a été introduite en Afrique, à l'île Maurice, à Hong Kong, aux Philippines, en Éthiopie et en Australie et en 1897, Hans Hallier a enregistré les premiers spécimens de Merremia tuberosa au Brésil en 1897. Cette espèce est apparemment arrivée tard à Hawaï, la première collecte ayant été effectuée seulement en 1932 et plus récemment encore, elle a été signalée dans certaines îles de l'océan Pacifique (1996)

## Distribution  et habitat

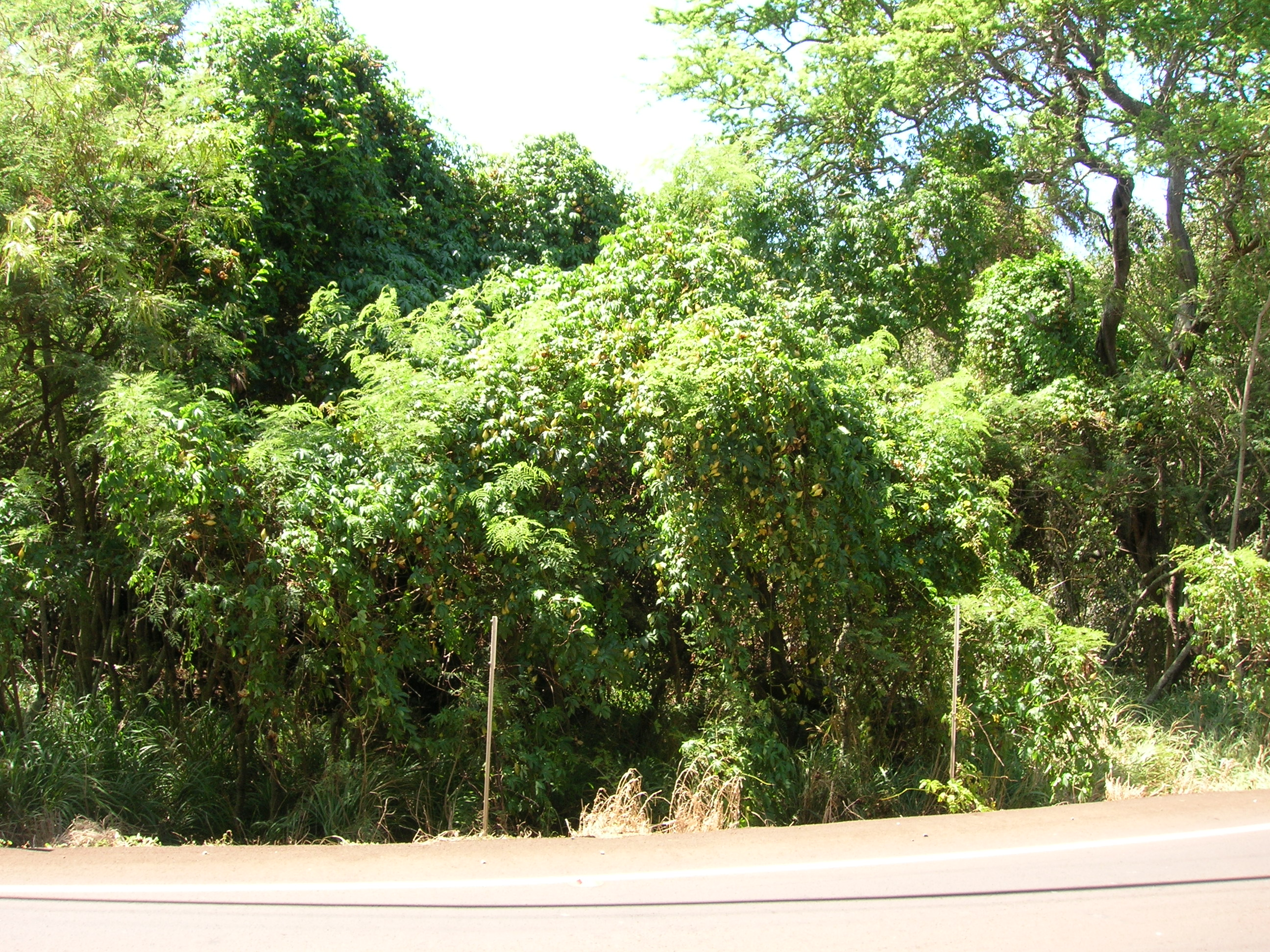
Exemple de plants de Merremia tuberosa grimpant sur des arbres dans l'île de Molokai (Hawaï).

Merremia tuberosa est une espèce rare dans son aire d'origine, qui se rencontre dans des sites perturbés à des altitudes allant de 0 à 1400 mètres. Son aire de répartition s'étend en Amérique depuis le sud du Mexique jusqu'au Brésil, en incluant l'Amérique centrale et les Antilles.
L'espèce a été introduite dans l'Ancien Monde pour la culture.  Elle se rencontre notamment en Afrique tropicale (Angola, Kenya, Madagascar, Mozambique, Tanzanie, Ouganda, ),  en Amérique du Sud, dans les Antilles, dans les Mascareignes, en Chine, dans le sous-continent indien, en Asie du Sud-Est (Indonésie), en Australie (Queensland) et dans les îles du Pacifique (îles Cook, Hawaï, îles Mariannes, îles Marshall, Niue,Nouvelle-Calédonie, îles de la Société ),.

La plante est souvent cultivée dans les jardins, les cours et les parcs. Elle s'est souvent échappée des cultures et s'est naturalisée dans les milieux ouverts et perturbés des forêts mésiques et des forêts humides, des bois et forêts du littoral et des zones ripariennes. Elle se rencontre du niveau de la mer jusqu'à 1400 mètres d'altitude.

## Taxinomie
L'espèce Merremia tuberosa a été décrite initialement par Linné sous le nom d’Ipomoea tuberosa et publié en 1753 dans son Species plantarum 1: 160 (1753). Elle a ensuite été reclassée en 1905 dans le genre Merremia sous le nom de Merremia tuberosa par le botaniste britannique Alfred Barton Rendle et publiée dans Flora of Tropical Africa 4(2): 104. 1906 [1905]. Cette espèce a été longtemps confondue avec une espèce africaine proche, qui a été finalement distinguée en 1883 par  Clarke qui l'a renommée Ipomoea kentrocaulos, devenue ensuite Merremia kentrocaulos (Austin, 1998).
En 2017, une étude sur la tribu des Merremiae a permis de démontrer, sur la base d'études de phylogénétique moléculaire,  que le genre Merremia n'est pas monophylétique et les auteurs ont proposé de le démembrer, et de transférer Merremia tuberosa dans le genre Distimake, sous le nom de Distimake tuberosus (L.) Simões & Staples.

### Étymologie
Le nom générique, Merremia, est un hommage au naturaliste allemand Blasius Merrem (1761-1824).
L'épithète spécifique, tuberosa, est un adjectif latin qui siginifie « tubéreuse », en référence au tubercule qui constitue la souche de cette plante.

### Noms vernaculaires
- Liane à tonnelle, liane de Gondelour, liane jaune, liane sultane jaune, rose de bois[3],[11],[12]

### Synonymes
Selon The Plant List (19 janvier 2020) :
- Batatas tuberosa (L.) Bojer
- Convolvulus gossypiifolius Kunth
- Convolvulus kentrocaulos Steud. ex Choisy
- Convolvulus tuberosus (L.) Spreng.
- Distimake tuberosus (L.) A.R.Simoes & Staples, 2017 (préféré par NCBI)[13]
- Ipomoea nuda Peter
- Ipomoea tuberosa L. (basionyme)
- Merremia tuberosa[13]
- Operculina tuberosa (L.) Meisn.

## Utilisation

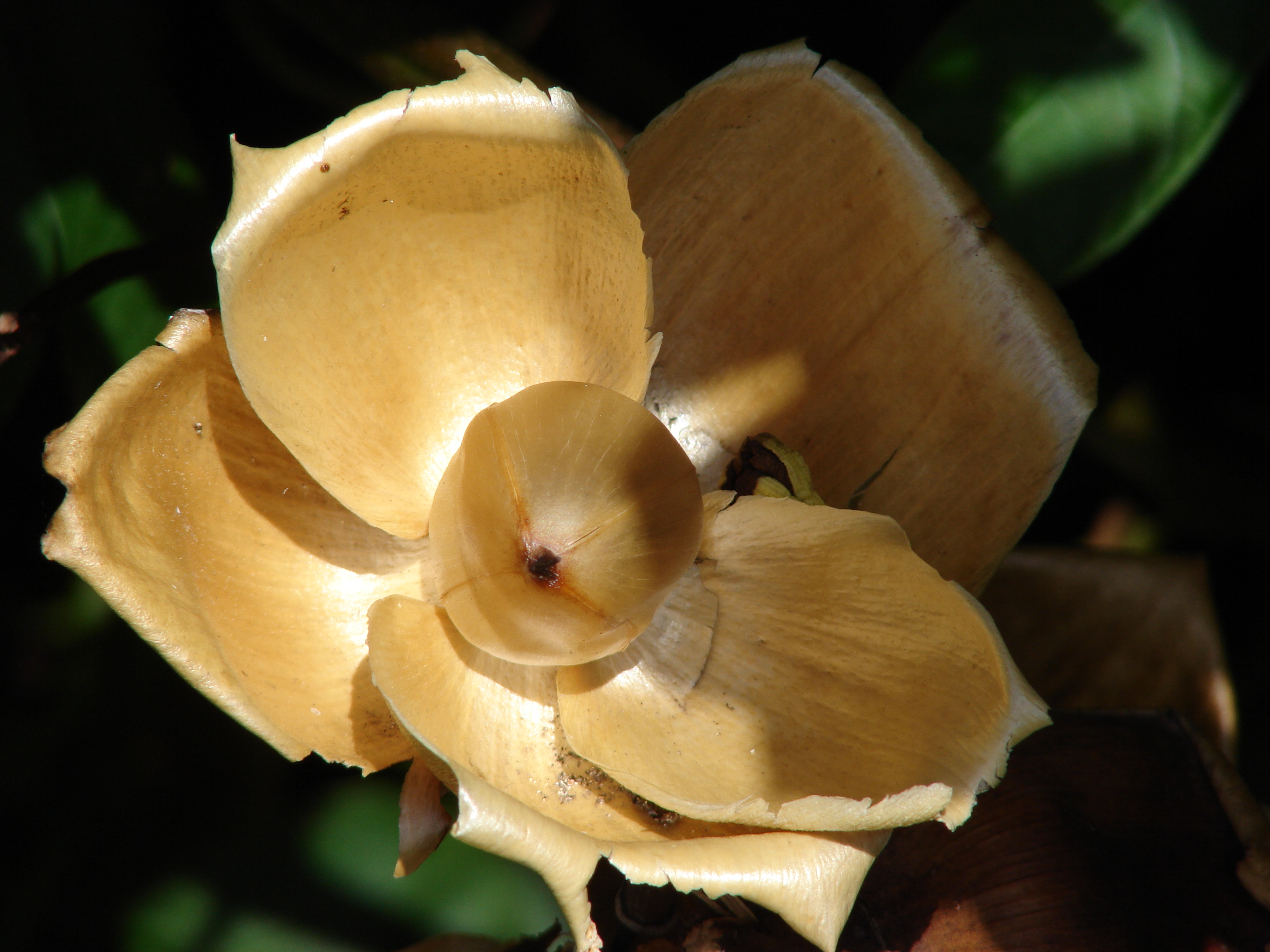
fruit desséché.

Merremia tuberosa est couramment cultivée ou récoltée comme plante ornementale particulièrement appréciée pour ses fleurs et ses fruits secs attrayants. En particulier, les fruits ligneux séchés, qui ressemblent à des roses artificielles couleur de bois sec, sont utilisés en Europe par les fleuristes dans des compositions florales.
Elle est également utilisée localement en médecine traditionnelle, qu'elle soit cultivée, notamment en Inde et en Malaisie, ou récoltée dans la nature. La racine a été historiquement trouvée utile pour les personnes souffrant de maux de ventre ou de troubles intestinaux. Un mélange était également administré en période de jeûne, pour faire une purge ou pour baisser la fièvre. En Inde et à Java, le tubercule est connu seulement pour sa fonction de purgatif drastique.
En Inde, la racine d'Ipomoea purga est utilisée comme adultérant de la racine de Merremia tuberosa, tandis que le tubercule de Merremia tuberosa a été utilisé comme adultérant de la « résine de jalap » obtenue en Amérique centrale d’Ipomoea dumosa.